# Lista odcinków serialu Sabrina, nastoletnia czarownica
W artykule znajduje się opis odcinków serialu komediowego Sabrina, nastoletnia czarownica.

## Spis odcinków

### Sezon 1
| odc. | Angielski tytuł                      | Opis odcinka |
| ---- | ------------------------------------ | --- |
| 1    | Pilot                                | Sabrina dowiaduje się od ciotek, że jest czarownicą. W szkole niechcący zamienia najpopularniejszą dziewczynę, Libby, w ananasa. Ciotkom udaje się zdjąć czar z Libby, jednakże teraz cała szkoła będzie uważała Sabrinę za wariatkę. Dziewczyna chce cofnąć czas. W tym celu musi skontaktować się z Radą Czarownic. Czy uda jej się przekonać przewodniczącego do cofnięcia czasu? |
| 2    | Bundt Friday                         | Sabrina uczy się korzystać ze swoich czarodziejskich mocy. Początkowo bawią ją zwykłe cyrkowe sztuczki, ale kiedy jej szkolna rywalka, Libby, rozpuszcza plotki na temat operacji plastycznej nosa Sabriny, dziewczyna postanawia dać jej nauczkę. Zabiera z domu Kruszonkę Prawdy i posypuje nią ciasto, które uczniowie pieką na lekcji gospodarstwa domowego. Niestety, nie tylko Libby zjada zaczarowane ciasto i Sabrina przekonuje się, że głośne wypowiadanie swoich prawdziwych poglądów przynosi czasem fatalne skutki. |
| 3    | The True Adventures of Rudy Kazootie | Sabrina chce dostać wysokiej klasy łyżworolki. Ciotki uważają, że powinna sama na nie zapracować. Dziewczyna zatrudnia się jako opiekunka do dziecka. Niestety, dziwnym trafem jej mały podopieczny wypija zaczarowane mleko i staje się dorosłym mężczyzną o mentalności rocznego dziecka. Czarownica nie potrafi go odczarować i z przerażeniem myśli o reakcji rodziców chłopca. |
| 4    | Terrible Things                      | Sabrina postanawia zrobić trzy dobre uczynki za pomocą czarów. Jednak potem okazuje się, że przyniosło to marne skutki. |
| 5    | A Halloween Story                    | Halloween jest najważniejszym świętem czarownic, które tradycyjnie spotykają się w rodzinnym gronie. Niestety, tego dnia Harvey zaprasza wszystkich kolegów do siebie na prywatkę. Sabrinie bardzo zależy na pójściu do przyjaciela, dlatego za namową Salema wyczarowuje swojego sobowtóra. W ten sposób chce uniknąć konfliktów rodzinnych i nie pozwolić, żeby Libby podrywała Harveya. |
| 6    | Dream Date                           | Sabrina ma wielką ochotę iść na szkolną zabawę z Harveyem, ale nie potrafi mu tego powiedzieć. Natomiast przebojowa Libby nie ma takich skrupułów i umawia się z chłopakiem. Ciotki postanawiają pomóc Sabrinie i wyczarowują z ciasta chłopaka, który będzie jej partnerem na zabawie. |
| 7    | Third Aunt From the Sun              | Ciotki Sabriny, Zelda i Hilda, starają się wychowywać dziewczynę rozsądnie i konsekwentnie. Toteż gdy nagle pojawia się trzecia ciocia Vesta, Sabrina jest zdumiona jej filozofią życiową, polegającą na beztrosce i bezustannych przyjemnościach. W pewnym momencie Sabrina ma podjąć decyzję: czy zostać z Zeldą i Hildą, czy raczej zamieszkać u Vesty. |
| 8    | Magic Joel                           | Sabrina pragnie w większym stopniu zainteresować sobą Harveya. Ciotki radzą jej, by znalazła sobie ciekawe zajęcie, którym mogłaby zaimponować chłopakowi. Dziewczyna zostaje więc asystentką szkolnego magika amatora, Joela. Niestety, podczas finałowego numeru zmienia go w „niewidzialnego” chłopaka, powodując tym samym wiele komplikacji. |
| 9    | Geek Like Me                         | Profesor Poole prowadzi zajęcia koła naukowego, na które uczęszcza tylko kilku uczniów. Sabrina odkrywa, że wynika to z tego, że młodzi „naukowcy” traktowani są przez innych jak fajtłapy i kujony. |
| 10   | Sweet and Sour Victory               | Za namową Harveya Sabrina zapisuje się na treningi kung-fu, które prowadzi nauczyciel biologii – pan Pool. Sabrina wykorzystuje czarodziejskie umiejętności i pokonuje go w walce. |
| 11   | A Girl and Her Cat                   | Sabrina wybiera się do pizzerii na spotkanie z Harveyem. Tymczasem kot Salem, chcąc wyrwać się z domu, ukrywa się w torbie Sabriny. |
| 12   | Trial by Fury                        | Sabrina ma kłopoty z matematyką i nie zalicza testu. Uważa, że nauczyciel jest złośliwy. Twierdzi również, że nie lubi on ani swojego zawodu, ani młodzieży. Chce zemścić się na panu Rothwellu i wciąga do spisku ciotki, które również nie mogły dojść do porozumienia z niesympatycznym nauczycielem. |
| 13   | Jenny’s Non-Dream                    | Sabrina nie zaprasza koleżanek do domu, obawiając się inności ciotek. Zelda przyrzeka bratanicy, że będą zachowywały się normalnie i namawiają, by zaprosiła na weekend przyjaciółkę – Jenny. |
| 14   | Sabrina Through the Looking Glass    | Pewnego ranka Sabrina zauważa na czole wielki pryszcz. W domu, stojąc przed lustrem i użalając się nad sobą, przechodzi na drugą stronę za namową własnego odbicia. |
| 15   | Hilda and Zelda: the Teenage Years   | Sabrina i jej przyjaciele chcą jechać na koncert Wściekłych Kobitek. Hilda i Zelda nie chcą puścić Sabriny samej, więc zmieniają się w nastolatki i jadą razem z nią. |
| 16   | Mars Attracts                        | Sabrina wraz z ciotkami wybierają się na narty na Marsa. Czy Sabrina znajdzie nową miłość i porzuci Harveya? |
| 17   | First Kiss                           | Przyjaźń między Sabriną i Harveyem przeradza się w pierwszą, młodzieńczą miłość. Ciotki ostrzegają ją, że jeśli czarownik pocałuje po raz pierwszy śmiertelnika, ten zmieni się w żabę. Sabrina jest zrozpaczona, ale wie, że jako pół czarownica ma pięćdziesiąt procent szans i podejmuje ryzyko. |
| 18   | Sweet Charity                        | W szkole Sabriny uczniowie organizują akcję opieki nad starszymi ludźmi mieszkającymi w domu pogodnej starości. Zgłasza się niewiele osób, ponieważ Libby, najpopularniejsza dziewczyna w szkole, nie jest tym zainteresowana. W tej sytuacji Sabrina postanawia zmienić się w Libby i spopularyzować akcję wśród kolegów. |
| 19   | Cat Showdown                         | Sabrina i Salem mają kłopoty finansowe. Postanawiają, że wezmą udział w Wielkiej Wystawie Kotów w Bostonie. Salem uważa, że ma duże szanse na zdobycie pierwszej nagrody, wynoszącej pięćset dolarów. Niestety, podczas eliminacji okazuje się, że sędzia jest szantażowany. |
| 20   | Meeting Dad’s Girlfriend             | Raz w miesiącu Sabrina spędza weekend z ojcem. Podczas tego spotkania Ted przedstawia swoim siostrom i Sabrinie atrakcyjną panią adwokat Gail, w której jest zakochany. Sabrina przyjmuje wrogą postawę wobec młodej kobiety, ponieważ uważa, iż ojciec nadal powinien być lojalny wobec jej matki, z którą rozwiódł się przed sześcioma laty. |
| 21   | As Westbridge Turns                  | Sabrinę ogarnia nuda, ponieważ ani w domu, ani w szkole nie dzieje się nic ciekawego. Ciocia Hilda proponuje, aby użyła zaczarowanego pudełka z robakami, ale ostrzega, że atrakcje, których tak pragnie Sabrina, mogą być miłe, ale także bardzo nieprzyjemne. |
| 22   | The Great Mistake                    | W domu Sabriny pojawia się domokrążca z innego wymiaru, proponując mnóstwo dziwnych przedmiotów. Sabrina ma ochotę kupić parę drobiazgów, ale ciocia Zelda nie podziela jej entuzjazmu i wyprasza akwizytora. Mimo tego Sabrina kupuje czarodziejską kulę, ukazującą wydarzenia następnego dnia. |
| 23   | The Crucible                         | Sabrina jedzie na wycieczkę szkolną do Salem. Czy zostanie spalona na stosie jak w średniowieczu? |
| 24   | Troll Bride                          | Przed egzaminem z biologii Sabrina ma powtarzać materiał z Harveyem, lecz nie może znaleźć notatek. Za pomocą Księgi Czarów wzywa specjalistę od szukania zaginionych rzeczy, trolla Rolanda. Niestety, nie domyśla się nawet, jaką cenę będzie musiała zapłacić za jego usługi. |

### Sezon 2
| odc. | Angielski tytuł                       | Opis odcinka |
| ---- | ------------------------------------- | --- |
| 25   | Sabrina Gets Her License (1)          | Na siedemnaste urodziny Sabrina dostaje w prezencie od ciotek książkę. Okazuje się, że teraz musi uzyskać licencję, żeby stać się dorosłą czarownicą. |
| 26   | Sabrina Gets Her License (2)          | Sabrina zostaje na pewien czas wysłana na szkolenie do obozu dla czarownic, gdzie panuje typowo wojskowy reżim. W szkole, poza zwykłymi zajęciami, zostaje redaktorem gazety szkolnej. |
| 27   | Dummy for love                        | Sabrina zamieściła w gazetce szkolnej krytyczny artykuł o tematyce sportowej, co spotkało się ze sprzeciwem Libby i jednego z nauczycieli – pana Krafta. |
| 28   | Dante’s Inferno                       | Zarówno ojciec Harveya, jak i ciotki Sabriny uważają, że powinni oni spotykać się z innymi rówieśnikami i nie traktować związku poważnie. W domu Sabriny pojawia się swatka z Innego Wymiaru. |
| 29   | A Doll’s Story                        | Ciotki Sabriny wyjeżdżają do uzdrowiska, a ona ma opiekować się swoją dziewięcioletnią kuzynką – Amandą, która jest wyjątkowo nieznośnym dzieciakiem. |
| 30   | Sabrina, the Teenage Boy              | Sabrina stwierdza, że nie rozumie mężczyzn i pragnie dowiedzieć się, o czym rozmawiają i jak się zachowują chłopcy, kiedy są we własnym gronie. Ciocia Hilda pomaga jej zmienić się w chłopca. |
| 31   | A River of Candy Corn Runs Through It | Ciotki namawiają Sabrinę, żeby urządziła w domu imprezę z okazji święta Halloween – obiecują przy tym, że nie będzie żadnych „czarodziejskich” incydentów i zjawisk nadprzyrodzonych. |
| 32   | Inna-Gadda-Sabrina                    | Ciocia Hilda tęskni do dawnych strojów z lat sześćdziesiątych, więc Sabrina postanawia zdobyć dla niej słynne spodnie-dzwony, przenosząc się na chwilę w tamte czasy za pomocą Kuli Czasu. |
| 33   | Witch Trash                           | Harvey i Valerie przychodzą do Sabriny, by zabrać ją do pizzerii. Kiedy zbierają się już do wyjścia, okazuje się, że drzwi i okna są zablokowane. Ani Sabrina ani ciotki, nie potrafią otworzyć domu. |
| 34   | To Tell a Mortal                      | Sabrina dowiaduje się, że w piątek, trzynastego dnia miesiąca, może powiedzieć swoim przyjaciołom-śmiertelnikom, że jest czarownicą, a oni zapomną o tym po upływie dwudziestu czterech godzin. |
| 35   | Oh What a Tangled Spell She Weaves    | Sabrina zbyt ogólnie wypowiada zaklęcia, przez co nie zawsze odnoszą taki skutek, jaki by chciała. Kiedy egzaminator każe jej posprzątać pokój, wypowiada zaklęcie, żeby „wszystkie rzeczy znalazły się na swoim miejscu”, co prowadzi do wielu nieprzewidzianych konsekwencji. |
| 36   | Sabrina Claus                         | Zbliża się Boże Narodzenie – Sabrina nie potrafi myśleć o niczym innym, tylko o prezentach. Wezwana przez ciotki psycholog stwierdza, że w Sabrinie odezwała się egoistyczna mała dziewczynka. |
| 37   | Little Big Kraft                      | Wicedyrektor Kraft ciągle gnębi młodzież swoimi metodami wychowawczymi. Sabrina opowiada o szkolnych kłopotach Salemowi, który pomaga jej wyczarować „odmładzające” karmelki. |
| 38   | Five Easy Pieces of Libby             | Sabrina i Libby mają zorganizować w szkole uroczystości z okazji Dnia Demokracji. Każda z nich ma odmienne zdanie na temat dekoracji. Podczas kolejnej sprzeczki Sabrina rzuca zaklęcie na Libby. |
| 39   | Finger Lickin’ Flu                    | Wśród czarownic zapanowała epidemia grypy wskazującego palca, co bardzo utrudnia stosowanie magii. Tymczasem w szkole Sabriny młodzież żegna odchodzącą na emeryturę kucharkę. Wicedyrektor Kraft, chcąc zaoszczędzić fundusze, wyznacza trzyosobowe grupy uczniów, które na zmianę mają przygotowywać posiłki dla całej szkoły. |
| 40   | Sabrina and the Beanstalk             | Sabrina ma wyhodować sadzonkę fasoli potrzebną na biologię. Aby ułatwić sobie życie, stosuje magiczne fasolki, zmieniając ich składniki. Rano okazuje się, że przed domem wyrosła gigantyczna fasola. |
| 41   | The Equalizer                         | Szkoła Sabriny organizuje bal walentynkowy. Wszyscy rzucają się w wir przygotowań. Dziewczyny zastanawiają się, z kim spędzić ten romantyczny wieczór. Wybór Sabriny pada na Harveya. Dziewczyna nie przypuszcza, że w tym dniu zakocha się w kimś zupełnie innym. |
| 42   | The Band Episode                      | Sabrina, Valerie i Harvey dowiadują się, że wkrótce w ich szkole odbędzie się przegląd szkolnych zespołów muzycznych. Bardzo chcą wziąć w nim udział. Niestety, żadna z nich nie posiada uzdolnień artystycznych. Tymczasem Libby z koleżankami całkiem nieźle radzą sobie na estradzie. Mała czarownica postanawia użyć czarów i przyrządza napój dodający talentu. |
| 43   | When Teens Collide                    | Zachwianiu ulega równowaga molekularna atmosfery. Ciotki Sabriny mają z tego powodu kłopoty. Sabrina również ma kłopoty. Okazuje się, że zamienia się osobowościami ze swoją największą rywalką, Libby. Nieznośna nastolatka staje się miła i uczynna, a Sabrina z dnia na dzień traci przyjaciół. |
| 44   | My Nightmare, the Car                 | Valerie, przyjaciółka Sabriny, zamierza kupić samochód od swojej babci. Niestety, nie ma tyle pieniędzy. Dziewczęta postanawiają więc kupić samochód do spółki i sprawiedliwie się nim dzielić. Jednak z powodu narastających nieporozumień, realizacja pomysłu kończy się fiaskiem. Sabrina postanawia kupić sobie własny samochód, ale w Innym Wymiarze, gdzie ceny są wyjątkowo niskie. Nastolatka nie zdaje sobie sprawy, jakie kłopoty będzie miała z „magicznym” samochodem. |
| 45   | Fear Strikes Up a Conversation        | Sabrina pisze referat na temat zastosowania matematyki w życiu codziennym. Ma wygłosić go na zebraniu całej szkoły. Dziewczyna denerwuje się występem przed tak licznym audytorium. Używa zaklęcia antylękowego. Nie przewidziała jednak wszystkich konsekwencji rzuconego czaru – strach opuszcza bowiem młodą czarodziejkę, lecz atakuje wszystkich uczniów i nauczycieli, powodując nieopisany chaos.                                                                           |
| 46   | Quiz Show                             | Sabrina ma zaliczyć kolejny test. Chcąc otrzymać licencję czarownicy musi zmienić się w wodę, w ogień i w powietrze. Niestety, nie potrafi sobie z tym poradzić i uważa, że winę za to ponosi Egzaminator, jej naukowy opiekun. W rezultacie Rada Czarownic postanawia odebrać mu opiekę nad Sabriną i przydzielić innego ucznia. |
| 47   | Disney World                          | Klasa Sabriny niespodziewanie wyjeżdża na wycieczkę do Disney Worldu w Kalifornii. Okazuje się, że Sabrina ma tam zaliczyć kolejny test, polegający na sporządzeniu dwóch rodzajów naparu z roślin tropikalnych – jeden z nich ma zmienić człowieka w zwierzę, a drugi ma stanowić antidotum. Tymczasem ciocia Zelda odkopuje kość człowieka prehistorycznego i przywraca go do życia, aby dowiedzieć się o nim czegoś więcej.                                                     |
| 48   | Sabrina’s Choice                      | Sabrina obiecuje ciotkom, że najbliższy weekend spędzi w domu i zajmie się nauką. Niestety, podstępem uzyskuje pozwolenie cioci Hildy i idzie z Harveyem na koncert. W kolejną sobotę jeden z kolegów organizuje imprezę i sytuacja się powtarza, tyle że ofiarą podstępu Sabriny pada ciocia Zelda. Wówczas ciotki postanawiają się rozstać i ciocia Hilda wyprowadza się z domu. Rada Czarownic nakazuje Sabrinie dokonać wyboru, z którą ciotką chce zostać na stałe.           |
| 49   | Rumor Mill                            | Sabrina ma wykonać charytatywnie prace społeczne na rzecz Innego Wymiaru. Postanawia iść po linii najmniejszego oporu i wybiera stanowisko z hasłem „Łatwizna”. Okazuje się, że trafia do tzw. „Plotkarskiego Młyna”, gdzie jej jedynym zadaniem jest wymyślanie i rozsyłanie plotek na temat znanych jej ludzi. Kierujący Młynem pan Calzone wmawia jej, że plotki są jedynie rozrywką i wspaniałą zabawa dla staruszków w Innym Wymiarze. Niestety, nie jest to prawda.          |
| 50   | Mom vs. Magic                         | Jest Dzień Matki – Salem bardzo obawia się wizyty matki, ponieważ ich wzajemne stosunki nigdy nie były serdeczne, a w dodatku nie powiedział jej, że za karę został zmieniony w kota. |

### Sezon 3
| odc. | Angielski tytuł                           | Opis odcinka |
| ---- | ----------------------------------------- | --- |
| 51   | It’s a Mad Mad Mad Mad Season Opener      | Sabrina nie może się zdecydować, czy być z Harveyem czy z Dashiellem. Rzuca zaklęcie, które ma jej pomóc podjąć decyzję. Od tej pory Harvey i Dashiell zaczynają toczyć na terenie szkoły pojedynki o serce Sabriny. |
| 52   | Boy Was My Face Red                       | Valerie bardzo podoba się Justin, z którym chce się umówić na randkę. Niestety, podczas rozmowy, dziewczynie odbił się nadmiar bąbelków z wody sodowej. Zawstydzona nie chce pokazywać się w szkole. Sabrina chce jej pomóc, dlatego rzuca zaklęcie, aby Valerie mogła się pozbyć zawstydzenia. Okazuje się, że zawstydzenia nie można tak po prostu usunąć, a co najwyżej przenieść na inną osobę. |
| 53   | Suspicious Minds                          | W ramach nauk społecznych, klasa Sabriny ma podzielić się na pary i grać role małżonków. Pomagając panu Kraftowi, Libby przydziela sobie Harveya, a partnerem Sabriny zostaje klasowy prymus Gordie. |
| 54   | The Pom Pom Incident                      | Libby ogłasza nabór do grupy cheerleaderek. Valerie, która od dawna o tym marzyła, ma zamiar przejść niezbędne próby. Sabrina twierdzi, że Valerie nie powinna należeć do grupy rządzonej przez Libby. |
| 55   | Pancake Madness                           | Ciotki ujawniają Sabrinie jeden z sekretów rodzinnych. Okazuje się, że Spellmanowie mają niebywałą słabość do naleśników – wystarczy zjeść jeden kęs, aby uzależnić się od nich jak od narkotyku. |
| 56   | Good Will Haunting                        | Sabrina wraz z ciotkami zostaje zaproszona na uroczyste przyjęcie z okazji święta Halloween do jednej z krewnych. Nie chce jednak tam pójść, gdyż zamierza spędzić ten wieczór z Harveyem, Valerie i Justinem. Wkrótce po ich przybyciu w domu młodej czarodziejki zjawia się także posłaniec. Ma prezent dla Sabriny od krewnej. Wręcza jej pudło, w którym znajduje się tajemnicza lalka, która potrafi mówić. Psuje ona imprezę Sabriny. |
| 57   | You Bet Your Family                       | Okazuje się, że Salem jest nałogowym hazardzistą. Hilda i Zelda bezskutecznie starają się przemówić mu do rozsądku. Sprytny kot po kryjomu umawia się na partyjkę pokera z Diamentowym Dave’em. Niestety, grając z największym hazardzistą z Innego Wymiaru traci nie tylko swoje pieniądze – wskutek jego błędu Zelda, Hilda i Sabrina muszą dwadzieścia lat spędzić na służbie u Dave’a. |
| 58   | And the Sabrina Goes to...                | Sabrina, która jest piątkową uczennicą, twierdzi, że nikt nie docenia jej szkolnych sukcesów, podczas gdy gorsze wyniki Harveya czy Valerie traktowane są jak ogromne osiągnięcia. Kiedy więc jej zwycięstwo w konkursie wynalazków nie wzbudza oczekiwanego entuzjazmu, postanawia uciec się do magii. Czary mają sprawić, że zarówno koledzy, jak i nauczyciele będą ją w końcu należycie chwalić za rezultaty jej pracy. |
| 59   | Nobody Nose Libby Like Sabrina Nose Libby | Jako premię za zakup dużej ilości pudełek płatków śniadaniowych Salem otrzymuje model pojazdu kosmicznego „Epsilon III”. Sabrina, chcąc go uruchomić, włącza jeden z przycisków. Nieoczekiwanie ona i kot zostają przeniesieni do wnętrza tego niewielkiego promu. Tymczasem w szkole dziewczyny ma odbyć się głosowanie, które zdecyduje, na jaki cel zostaną przeznaczone pieniądze z dotacji Koła Absolwentów. Młoda czarodziejka chciałaby wziąć w nim udział, musi jednak najpierw znaleźć sposób, by odwrócić działanie czaru.                            |
| 60   | Sabrina and the Beast                     | Magazyn turystyczny poszukuje pary nastolatków, których zdjęcie ma się ukazać na okładce pisma. Sabrina i Harvey postanawiają zgłosić kandydaturę. Tymczasem chłopak upodabnia się do małpoluda. |
| 61   | Christmas Amnesia                         | Nadchodzi Boże Narodzenie. Sabrina jednak nie czuje świątecznego nastroju – nie ma ochoty na dekorowanie domu, śpiewanie kolęd, ani nawet na prezenty. Kiedy dostaje zaproszenie na przyjęcie w Innym Wymiarze, oznajmia ciotkom, że nie zje z nimi kolacji wigilijnej. Zelda i Hilda nie są zachwycone jej decyzją. Jak się okaże, będzie miała ona jednak jeszcze poważniejsze konsekwencje... |
| 62   | Whose So-Called Life Is It Anyway?        | Valerie zaprasza Sabrinę na rodzinną kolację, jednocześnie uprzedzając ją, że jej rodzina jest dość dziwna. Podczas kolacji młoda czarodziejka namawia mamę Valerie, żeby pomyślała jakieś życzenie. Kobieta życzy sobie, żeby jej córka była dokładnie taka sama jak Sabrina. Od tej pory Valerie powoli zaczyna się przemieniać w Sabrinę... |
| 63   | What Price Harvey?                        | Do domu Sabriny przyjeżdża kuzynka Zsa Zsa, która lubi robić kawały. Zajmuje się sprzedażą kosmetyków, mających czarodziejskie właściwości. Sabrina kupuje Harveyowi wodę kolońską „Ambicja”. |
| 64   | Sabrina and the Pirates                   | Hilda zapomniała o terminowym oddaniu koncentratu magii do kontroli. Podczas poszukiwań Tablicy Sekretu Rodzinnego ciotki znajdują w piwnicy piratów, których Hilda powinna uwolnić sto lat temu. |
| 65   | Mrs. Kraft                                | Kiedy Zelda oznajmia, że wynajęła Willardowi pokój nad garażem, Hilda i Sabrina postanawiają działać. Dowiadują się, że pan Kraft miał żonę, z którą się rozwiódł. Chcą doprowadzić do ich spotkania. |
| 66   | Sabrina the Matchmaker                    | Sabrina próbując doprowadzić do zerwania związku między ciocią Zeldą a panem Kraftem złamała prawo i rozgniewała Kupidyna. Jako karę ma do wyboru: zbierać śmieci z autostrady w Innym Wymiarze, albo doprowadzić do zakochania się dwojga ludzi w dniu Świętego Walentego. Sabrina rozpoczyna gorączkowe poszukiwania odpowiedniej pary i jest bardzo niezadowolona, gdy w ich domu pojawia się z wizytą nielubiana ciocia Marigold i jej dwie córki. |
| 67   | Salem, the Boy                            | Sabrinę odwiedza jej dawny wielbiciel – karzełek Roland. Daje jej trzy kupony życzeń. Salem błaga ją, by choć na pewien czas zmieniła go znów w człowieka. Sabrina zgadza się i razem z Rolandem ruszają do szkoły, gdzie rozpoczynają poszukiwania odpowiedniego kandydata, w którego mógłby wcielić się Salem. Mimo protestów Sabriny wybór Rolanda pada na nieśmiałego Gordiego, w którym zakochana jest Valerie. |
| 68   | Sabrina, the Teenage Writer               | Sabrina dostaje z wypracowania trójkę. Kolejne wypracowanie pisze na czarodziejskiej maszynie do pisania, nieświadoma, że w ten sposób akcja jej opowiadania przeniesie się do świata rzeczywistego. Tymczasem ciotki otrzymują listowny „łańcuszek szczęścia”. Zelda, nie zważając na przestrogi, wyrzuca go, czym ściąga na siebie i na Hildę kłopoty. |
| 69   | The Big Sleep                             | Szkoła Westbridge ma startować w Międzyszkolnym Turnieju Mistrzów Intelektu. Niestety, wytypowani uczniowie zatruli się serowymi ciastkami. Pan Kraft poleca Sabrinie skompletowanie nowej drużyny. |
| 70   | Sabrina’s Pen Pal                         | Sabrina dostaje list od swojej korespondencyjnej koleżanki z Innego Wymiaru. Martha zaprasza ją do siebie w odwiedziny. Dziewczęta polubiły się. Sabrina chce więc pokazać Marcie ziemski świat śmiertelników. Jednak Martha obawia się, że będzie miała kłopoty z oficjalnym opuszczeniem Innego Wymiaru. Wtedy Sabrina podejmuje decyzję, by przemycić koleżankę przez granicę pod postacią kota. Niestety, Sabrina nie spodziewa się, że wkrótce czekają ją wielkie kłopoty. Martha, pozornie słodka i nieśmiała, wśród ludzi zmienia się nie do poznania... |
| 71   | Sabrina’s Real World                      | Salem namawia producenta telewizyjnego z innego wymiaru, by nakręcił serial o życiu codziennym Sabriny. Instalują w domu i w szkole ukryte kamery i kręcą film bez wiedzy głównej bohaterki. |
| 72   | The Long and Winding Short Cut            | Sabrina nie potrafi odgadnąć tajemnicy rodzinnej. Zaprasza do domu nauczycielkę matematyki, panią Quick, i pod pretekstem zabawy daje jej do rozwiązania wyjątkowo zagmatwaną łamigłówkę. |
| 73   | Sabrina the Sandman                       | Sabrina podsłuchała rozmowę Harveya z kolegą, z której wynikało, że Harvey coś przed nią ukrywa. Kiedy Sabrina podejmuje pracę, polegającą na zsyłaniu ludziom snów, postanawia wejść do snu Harveya. |
| 74   | Silent Movie                              | Zelda jest przekonana, że pan Kraft zamierza poprosić ją o rękę. Ma się to odbyć podczas uroczystej kolacji. Hilda i Sabrina nie lubią pana Krafta. Postanawiają nie odzywać się do niego przez cały wieczór. |
| 75   | The Good, the Bad and the Luau            | Sabrina leci z ciotkami na zjazd rodzinny na Hawaje. Tymczasem Salem przyprowadza do domu ciężarną kotkę, Lolę. Chce, by została u nich do czasu przyjścia na świat małych kociąt. Sabrina prosi Harveya, by podczas ich nieobecności zaopiekował się Salemem i Lolą. Daje mu do wypicia koktajl doktora Dolittle, dzięki któremu będzie mógł rozmawiać z Salemem, nie dostrzegając w tej sytuacji niczego nadzwyczajnego. |

### Sezon 4
| odc. | Angielski tytuł                       | Opis odcinka |
| ---- | ------------------------------------- | --- |
| 76   | No Place Like Home                    | Sabrina kończy osiemnaście lat. Ciotki smucą się, że ich ukochana bratanica wkrótce opuści dom. Tymczasem dziewczyna jest szczęśliwa, ponieważ dowiedziała się, że Libby wyjeżdża do internatu. |
| 77   | Dream a Little Dreama Me              | Rada czarownic przysyła Sabrinie list, w którym mianuje ją opiekunką młodszej czarownicy. Zadaniem Sabriny ma być nadzorowanie koleżanki, uczenie jej magii i pomoc w uzyskaniu licencji. |
| 78   | Jealousy                              | Harvey dużo czasu spędza w towarzystwie swojego przyjaciela, Brada. Prosi go nawet o pomoc w napisaniu artykułu do działu sportowego szkolnej gazety. Sabrinę ogarnia coraz większa zazdrość. |
| 79   | Little Orphan Hilda                   | Przeglądając przyniesione przez babcię pamiątki rodzinne, Sabrina znajduje papiery adopcyjne Hildy. Załamana Hilda zaczyna powoli znikać. Wkrótce okazuje się, że ciocia Zelda również została adoptowana... |
| 80   | Spoiled Rotten                        | Sabrina dostaje pierwszą kartę kredytową. Ogarnia ją żądza zakupów. Kupuje bez opamiętania wszystko, co wpadnie jej w oko. W niedługim czasie jej pokój wygląda jak wielki magazyn. |
| 81   | Episode LXXXI: The Phantom Menace     | Zbliża się Halloween. Hilda i Zelda postanawiają urządzić wieczór z dreszczykiem i zaprosić Edgara Alana Poe, żeby przeczytał najbardziej przerażające opowiadanie. Sabrina zaczyna pracę w kawiarni. |
| 82   | Prelude to a Kiss                     | Sabrina obiecuje Joshowi, że pomoże mu w nauce. Niestety, tego samego wieczoru Harvey ma ważny mecz i chciałby, żeby Sabrina była na nim obecna. Młoda czarownica prosi Dreamę, aby poszła na mecz i zawiadomiła ją, kiedy Harvey wejdzie na boisko. |
| 83   | Aging, Not So Gracefully              | Harvey nie chce rozmawiać z Sabriną po tym, jak zobaczył ją całującą się z Joshem. Josh z kolei uważa, że związek z Sabriną nie miałby sensu ze względu na dzielącą ich różnicę wieku. Sabrina, chcąc zwrócić na siebie uwagę Josha, postanawia za pomocą magii dodać sobie kilka lat. |
| 84   | Love Means Having to Say You’re Sorry | Sabrina próbuje pogodzić się z Harveyem, ale jest załamana, kiedy dowiaduje się, że chce on spędzić Święto Dziękczynienia ze swoją nową dziewczyną Colette. Postanawia za pomocą magii sprawić, aby chłopak jej wybaczył. Okazuje się jednak, że sposoby śmiertelników sprawdzają się w takich przypadkach o wiele lepiej... |
| 85   | Ice Station Sabrina                   | Harvey postanawia zabrać Sabrinę na wycieczkę na narty. Niespodziewanie okazuje się, że na miejsce ma ich zawieźć Brad. Podczas jazdy nagle zmienia się pogoda, a u Brada uaktywniają się geny Tropiciela Czarownic. |
| 86   | Salem and Juliette                    | Gdy Salem nie ma z kim iść na zjazd absolwentów, Dreama umawia go ze swoją gadającą kotką, Juliette. W międzyczasie Sabrina i pani Quick próbują udowodnić, że pan Kraft przywłaszczył sobie szkolne fundusze. |
| 87   | Sabrina, Nipping at Your Nose         | Sabrina i jej ciotki wygrywają wycieczkę na Jamajkę, ale z powodu śnieżycy wszystkie loty zostają odwołane. Dziewczyna próbuje zmienić pogodę za pomocą czarów, ale niespodziewanie zamienia się w bałwana. Matka Natura zgadza się przywrócić jej dawny wygląd, ale jednocześnie nakłada na nią karę – Sabrina musi poprawić humor przygnębionemu panu Kraftowi.                                                                                 |
| 88   | Now You See Her, Now You Don’t        | Sabrina dostaje obsesji na punkcie swojej figury i zamawia kilka magicznych środków na odchudzanie. Niestety, przedawkowuje je, w efekcie czego staje się niewidzialna. Pomóc może jej tylko magiczny aparat, ale okazuje się, że przywraca on widzialność jedynie na kilka minut. |
| 89   | Super Hero                            | Pan Kraft przechodzi kryzys i rezygnuje z posady dyrektora. Kiedy zatrudnia się w kawiarni, w której pracuje Sabrina, dziewczyna rzuca na niego zaklęcie, dzięki któremu postanawia on zrealizować swoje marzenie z dzieciństwa. Niespodziewanie zaklęciem obrywa także Harvey, który zamienia się w superbohatera. |
| 90   | Love in Bloom                         | Sabrina dostaje czkawki, po której wylatują jej z ust świecące różowe serduszka. Dowiaduje się, że ta przypadłość dotyka w Walentynki te czarownice, o których serce rywalizują dwaj śmiertelnicy. Zanim jej stan się pogorszy, Sabrina musi nie tylko sprawić, żeby jeden z owych śmiertelników przestał ją kochać, ale przede wszystkim odkryć tożsamość swojego tajemniczego wielbiciela.                                                      |
| 91   | Welcome Back, Duke                    | Dawny przyjaciel Salema, Duke, właśnie skończył odbywanie swojej kary. Salem prosi Zeldę i Hildę, aby pozwoliły mu tymczasowo zatrzymać się w ich domu. W międzyczasie Sabrina dowiaduje się, że aby mogła dostać się do Adamsa, musi mieć w CV zajęcia artystyczne. Jej wybór pada na udział w musicalu, najpierw jednak musi nauczyć się stepowania. Kiedy treningi Sabriny nie przynoszą rezultatu, Duke postanawia jej pomóc za pomocą magii. |
| 92   | Salem’s Daughter                      | Czytając gazetę z Innego Wymiaru, Sabrina dowiaduje się o ślubie Annabelle Saberhagen. Okazuje się ona córką Salema, z którą ten nie miał kontaktu od lat. Kiedy Sabrina pomaga im się pogodzić, Annabelle prosi ją, żeby została jej druhną. W międzyczasie Harvey znajduje w szafce Sabriny magazyny ślubne. Brad przekonuje go, że dziewczyna oczekuje, że się jej oświadczy.                                                                  |
| 93   | Dreama, the Mouse                     | Brad zauważa, jak Dreama czaruje, w efekcie czego dziewczyna zmienia się w mysz. Ciotka Zelda postanawia usunąć jego gen tropiciela, mając nadzieję, że w ten sposób Dreama odzyska swoją dawną postać. |
| 94   | The Wild, Wild Witch                  | Sabrina przechodzi okres buntu. Niespodziewanie przenosi się na Dziki Zachód, gdzie ma pełnić rolę szeryfa i bronić miasteczka przed bezprawiem. |
| 95   | She’s Baaaack!                        | Do Sabriny i jej ciotek przyjeżdża w odwiedziny nielubiana kuzynka Amanda. Sabrina jest zaniepokojona, jednak Amanda stara się ją zapewnić, że już nie zachowuje się jak niedojrzałe dziecko. Wszystko idzie dobrze do momentu, w którym Amanda poznaje znajomych Sabriny. Salem podsłuchuje rozmowę, z której wnioskuje, że Amandzie wpadł w oko Josh. Okazuje się jednak, że Amanda zakochała się w Harvey'u.                                   |
| 96   | The Four Faces of Sabrina             | Sabrina nie może się zdecydować, gdzie pójść po zakończeniu szkoły, a Harvey, Josh, Zelda i Hilda proponują jej cztery zupełnie różne drogi. Nie chcąc zawieść żadnego z nich, Sabrina niespodziewanie rozszczepia się. Każda z czterech Sabrin stara się zadowolić jedną z tych osób. |
| 97   | The End of an Era                     | Harvey i Josh ciągle się kłócą, więc Sabrina częstuje ich magicznym chlebem przyjaźni. Jednak okazuje się, że ich przyjaźń denerwuje Sabrinę w równym stopniu, co kłótnie. Sabrina rzuca zaklęcie, które sprawia, że Harvey i Josh muszą stoczyć o nią walkę. Ostatecznie, Harvey odkrywa, że Sabrina jest czarownicą. |

### Sezon 5
| odc. | Angielski tytuł                          | Opis odcinka |
| ---- | ---------------------------------------- | --- |
| 98   | Every Witch Way but Loose                | Sabrina dochodzi do siebie po rozstaniu z Harveyem. Postanawia dokonać pewnych zmian w swoim życiu i zamieszkać w akademiku. Ciotki za wszelką cenę chcą ją zniechęcić do przeprowadzki. |
| 99   | Double Time                              | Sabrina nie potrafi podzielić czasu na naukę i na imprezy. Chcąc zdążyć ze wszystkim, rzuca na siebie zaklęcie przyspieszające. Okazuje się, że przyspieszając siebie spowolniła Milesa i Roxie. |
| 100  | Heart of the Matter                      | Sabrina chce zacząć znów chodzić na randki, ale ilekroć jakiś chłopak ją zaprasza, ona nie potrafi powiedzieć: „Tak”. Rzuca na siebie zaklęcie, które ma pomóc jej rozwiązać ten problem. Niestety, pod wpływem tego zaklęcia nie potrafi nikomu odmówić i w efekcie umawia się z kilkunastoma chłopakami tego samego dnia.                                  |
| 101  | You Can’t Twin                           | Katrina, zła bliźniaczka Sabriny, kradnie jej paszport i podszywając się pod nią trafia do świata śmiertelników. Sabrina zostaje uwięziona w areszcie w Innym Wymiarze. |
| 102  | House of Pi’s                            | Sabrina i Roxie postanawiają napisać do gazetki artykuł o bractwach akademickich. Odkrywają, że członkinie jednego z bractw zmuszają młodsze koleżanki do odrabiania za nie prac domowych. Dziewczyny postanawiają nagłośnić sprawę. |
| 103  | The Halloween Scene                      | Sabrina urządza w domu ciotek imprezę halloweenową, na której oprócz ludzi pojawiają się też istoty nadprzyrodzone. Wieść o imprezie Sabriny rozchodzi się po Innym Wymiarze i wkrótce potem dom Spellmanów aż roi się od potworów. |
| 104  | Welcome, Traveler                        | Za namową Sabriny, Miles idzie na spotkanie grupy, której członkowie mają poglądy bardzo zbliżone do niego. Kiedy Sabrina orientuje się, że ta grupa to tak naprawdę sekta, a jej guru jest oszustem, próbuje uratować współlokatora. W międzyczasie Salem zostaje porwany przez Japończyka, który przypadkiem usłyszał, jak Salem przemawia ludzkim głosem. |
| 105  | Some of My Best Friends Are Half-Mortals | Kiedy kolejna randka Sabriny okazuje się niewypałem, Zelda umawia ją z synem swojego dentysty, Derekiem. Po pewnym czasie wychodzi na jaw, że rodzice Dereka mają pewne uprzedzenia w stosunku do śmiertelników i pół-śmiertelników. Zelda i Hilda obawiają się, że Derek może myśleć podobnymi stereotypami, jak jego rodzice.                              |
| 106  | Lost at ‘C’                              | Sabrina dostaje pierwszą trójkę w życiu. Na jej prośbę Zelda postanawia porozmawiać z jej wykładowcą. Kiedy Zelda zaczyna się z nim umawiać, a oceny Sabriny się podnoszą, młoda czarownica zastanawia się, czy jest to efekt jej wiedzy i umiejętności czy też raczej randek jej ciotki.                                                                    |
| 107  | Sabrina’s Perfect Christmas              | Sabrina chciałaby choć raz spędzić normalnie Święta z dala od dziwnych krewnych z Innego Wymiaru, dlatego przyjmuje zaproszenie od Morgan i jej rodziny. Szybko okazuje się, że jej brat i rodzice nie są tak idealni, jak się na pierwszy rzut oka wydaje. W międzyczasie Hilda zaprasza spędzającą samotnie Boże Narodzenie Roxie do domu Spellmanów.      |
| 108  | My Best Shot                             | Josh chce zostać fotografem, ale nikt nie chce kupować jego zdjęć. Aby podnieść go na duchu, Sabrina rzuca zaklęcie na kilku klientów kawiarni, wzbudzając w nich zachwyt jego fotografiami. Niestety, zbyt łatwo zarobione pieniądze za bardzo podnoszą poziom pewności siebie u Josha.                                                                     |
| 109  | Tick-Tock, Hilda’s Clock                 | Po przyjęciu z okazji 650 urodzin, Hilda przechodzi załamanie nerwowe. Lekarz stwierdza, że przyczyną jest niesprawny zegar biologiczny i zobowiązuje się go naprawić. Sabrina przychodzi po odbiór zegara, ale później gubi go w kawiarni. Okazuje się, że zgubienie przez czarownicę zegara biologicznego może mieć poważne konsekwencje.                  |
| 110  | Sabrina’s New Roommate                   | Hilda niechcący dokonała demolki w domu Spellmanów, więc Zelda zatrzymuje się na kilka dni u Sabriny i jej koleżanek. Sabrina obawia się, że zasadnicza ciotka będzie próbowała ich kontrolować, jednak okazuje się, że to Zelda przejmuje od nich ich styl życia.                                                                                           |
| 111  | Making the Grade                         | Sabrina odkrywa, że niektórzy wykładowcy traktują ulgowo sportowców stawiając im piątki, chociaż ci nie odrabiają prac domowych. Pisze o tym artykuł do szkolnej gazetki. Jego publikacja ma jednak niespodziewane konsekwencje. |
| 112  | Love Is a Many Complicated Thing         | Są Walentynki. Morgan, która idzie na randkę z Joshem, umawia Sabrinę ze swoim znajomym, Kevinem. Wychodząc z domu, Sabrina rzuca zaklęcie na Roxie wzbudzając w niej uczucia do Milesa. Zelda spędza wieczór w towarzystwie nowego listonosza. Dla każdego z nich ten dzień okaże się zaskakujący.                                                          |
| 113  | Sabrina, the Muse                        | Kevin mówi Sabrinie, że jest jego muzą i stanowi inspirację dla pisanych przez niego piosenek. Sabrina zaczyna się za bardzo przejmować swoją rolą w jego twórczości. Zelda i Hilda, dowiedziawszy się, że ich stary znajomy właśnie zmarł, wpadają w przerażenie na myśl o możliwości ich własnej śmierci.                                                  |
| 114  | Beach Blanket Bizarro                    | Sabrina, Morgan, Roxie, Kevin, Josh i Miles wyjeżdżają na ferie wiosenne na Florydę. Ciotki obawiają się, że taki wyjazd będzie dla Sabriny okazją do rozpusty, więc rzucają zaklęcie, które ma sprawić, że na miejscu czekają ich jedynie skromne rozrywki. W efekcie wakacje Sabriny zaczynają przypominać musical.                                        |
| 115  | Witchright Hall                          | Kuzynka Sabriny, Amanda, źle znosi fakt, że jej matka po raz dziewiętnasty wyszła za mąż. Ciotka Marigold wysyła ją na rok do domu Spellmanów, sugerując, żeby w razie kłopotów Hilda i Zelda zapisały ją do Witchright Hall, szkoły specjalnej dla czarodziejów mających kłopoty z dostosowaniem się do życia w świecie śmiertelników.                      |
| 116  | Sabrina, the Activist                    | Kiedy władze Adamsa postanawiają przerobić należący do uczelni budynek na parking, Sabrina i jej przyjaciele angażują się w akcję protestacyjną w obronie mieszkańców. |
| 117  | Do You See What I See?                   | Hilda umawia się z mężczyzną pochodzącym z Wenus. Kiedy podróżują jego latającym samochodem, zauważa ich Miles, który bierze samochód za pojazd kosmiczny. Miles wygłasza referat na temat UFO, które widział, ale po tym, jak zostaje wyśmiany, postanawia zrezygnować ze swojej pasji i zostać księgowym. Sabrina uważa, że to nie jest dobra decyzja.     |
| 118  | Sabrina’s Got Spirit                     | Kiedy Miles wraca do domu, widzi lewitującą kuchenkę. Nabiera przekonania, że dom jest nawiedzony i kupuje urządzenie do wykrywania zjawisk nadprzyrodzonych. Sabrina jest zaniepokojona, bo urządzenie jest w stanie wykryć jej magię. Niespodziewanie okazuje się, że urządzenie wykrywa jeszcze jedną nadnaturalną aktywność w domu.                      |
| 119  | Finally!                                 | Kara Hildy polegająca na obowiązku zajmowania się Salemem, zostaje anulowana. Salem zostaje przeniesiony do innej rodziny. Kiedy jednak Hilda i Zelda dowiadują się, że jego nowa rodzina zesłała go do obozu pracy, postanawiają go ocalić. W międzyczasie Sabrina i Josh organizują w kawiarni speeddating.                                                |

### Sezon 6
| odc. | Angielski tytuł                 | Opis odcinka |
| ---- | ------------------------------- | --- |
| 120  | Really Big Season Opener        | Sabrina i Miles kręcą horror. Po skompletowaniu niemal całej obsady brakuje im tylko aktora do roli wampira. Casting wygrywa tajemniczy Vladimir Kortensky. Sabrina odkrywa, że jest on prawdziwym wampirem. Kiedy okazuje się, że magia czarownic nie działa na wampiry, Sabrina musi własnymi siłami ratować Roxie i Morgan. |
| 121  | Sabrina’s Date with Destiny     | Sabrina dowiaduje się, że Josh dostał propozycję pracy w Pradze. Nie jest zachwycona perspektywą rozstania z chłopakiem i zastanawia się, jakby wyglądało jej życie, gdyby zdecydowała się wyjechać razem z nim. |
| 122  | What’s News                     | Josh dostaje nową pracę. Niestety, zaczyna spędzać każdą wolną chwilę ze swoim szefem, przez co nie ma czasu dla Sabriny. Morgan zaczyna spotykać się z Harveyem. |
| 123  | Murder on the Halloween Express | Sabrina nie ma pomysłu na Halloween, więc Salem podsuwa jej myśl, żeby zaprosiła przyjaciół do Tajemniczego Pociągu. Niespodziewanie okazuje się, że jest to pociąg z Innego Wymiaru. Sabrina musi odkryć, kto jest mordercą, w przeciwnym razie ani ona, ani jej przyjaciele nie będą mogli opuścić pociągu. |
| 124  | The Gift of Gab                 | Sabrina i Roxie zaczynają pracę w radiu. Roxie prowadzenie audycji wychodzi o wiele lepiej niż Sabrinie, która nie ma pomysłów, na jaki temat mogłaby rozmawiać ze słuchaczami. W międzyczasie Hilda i Zelda przygarniają psa. Okazuje się on gadającym psem z Innego Wymiaru, który postanawia wykurzyć Salema z domu Spellmanów i zająć jego miejsce. |
| 125  | Thin Ice                        | Harvey dostaje kontuzji, co bardzo utrudnia mu grę w hokeja. Aby mu pomóc, Sabrina pożycza dla niego boskie buty od Merkurego. Niestety, po wygranym meczu trener Harveya zalewa je na pamiątkę brązem. Jako karę za zniszczenie butów Sabrina musi na miesiąc przejąć obowiązki Merkurego. |
| 126  | Hex, Lies & No Videotape        | Mike, szef Josha, zatrudnia Sabrinę w redakcji. Sabrina nie chce, aby ktokolwiek myślał, że dostała tę pracę tylko ze względu na swojego chłopaka, więc prosi Josha, aby nie przyznawali się do tego, że są parą. Kiedy nowa szefowa Sabriny zakochała się w Joshu i prosi ją, żeby wybadała kim jest jego dziewczyna, Sabrina zaplątuje się w sieć kłamstw. |
| 127  | Humble Pie                      | Morgan bezmyślnie wydaje pieniądze, więc jej ojciec przestaje ją finansować. Dodatkowo grozi jej opuszczenie akademika z powodu nieopłaconego czynszu. Załamana dziewczyna pożycza pieniądze od Sabriny, Roxie i Milesa, znowu jednak wydaje je na przyjemności. Sabrina próbuje przekonać Morgan, żeby znalazła pracę. Daje jej w tym celu skosztować placka pokory. |
| 128  | A Birthday Witch                | Są urodziny Sabriny i dziewczyna chce je spędzić z Joshem. Jej plany krzyżuje jednak przybycie ciotki Irmy, matriarchy rodziny Spellmanów. Ciotka Irma dowiedziała się, że Harvey poznał sekret Sabriny. Zamierza go poddać torturom i przesłuchać, chcąc upewnić się, że nie wyda nikomu sekretu Spellmanów. |
| 129  | Deliver Us from E-mail          | Katrina, zła bliźniaczka Sabriny, zaraża ją przy pomocy maila wirusem ptasiego móżdżku. Harvey jako jedyny spośród jej znajomych domyśla się, że Sabrina padła ofiarą złego uroku. Wraz z Salemem i ciotkami próbuje przywrócić Sabrinę do normalnego stanu. |
| 130  | Cloud Ten                       | Sabrina czuje się niedoceniana w pracy i ignorowana przez przyjaciół. Kontaktuje się z dawną przyjaciółką, która obecnie prowadzi biuro podróży w Innym Wymiarze. Zaprasza ona Sabrinę do nowo otwartej Dziesiątej Chmury, gdzie Sabrina szybko zapomina o swoich troskach. |
| 131  | Sabrina and the Candidate       | Sabrina dowiaduje się, że jeden z kandydatów do rady miasta jest zamieszany w nieczyste interesy. Pisze o tym artykuł, w efekcie czego poparcie dla polityka gwałtownie spada. Kiedy Sabrina odkrywa, że oskarżenia były fałszywe, stara się odkręcić to, co zrobiła. |
| 132  | I Think I Love You              | Josh po raz pierwszy wyznaje Sabrinie, że ją kocha. Kiedy dziewczyna chce mu powiedzieć to samo, nagle zaczyna mówić głosem jak z kreskówki. |
| 133  | The Arrangement                 | Ciotka Irma postanawia wyswatać Sabrinę ze swoim znajomym czarodziejem, Peterem. Ani Peter, ani Sabrina nie chcą się ze sobą spotykać, ale postanawiają udawać parę, aby nie rozgniewać ciotki Irmy. Wszystko się komplikuje, kiedy Peter zakochuje się w Roxie. |
| 134  | Time After Time                 | Ciotka Zelda ciężko przeżywa rozstanie z chłopakiem. Mówi Sabrinie, że bardzo żałuje, że dawno temu odrzuciła oświadczyny mężczyzny o imieniu Gabriel. Sabrina cofa się w czasie i doprowadza do tego, że Zelda przyjmuje oświadczyny. Kiedy wraca, jej życie zmienia się nie do poznania. |
| 135  | Sabrina and the Kiss            | Derek, dawny chłopak Sabriny, pojawia się niespodziewanie w kawiarni. Całuje ją, a ona, targana wyrzutami sumienia, przyznaje się do wszystkiego Joshowi. Choć Sabrina miała nadzieję, że Josh będzie wobec niej wyrozumiały, jego na pozór obojętna reakcja niemile ją zaskakuje. |
| 136  | The Competition                 | Josh ogrywa Sabrinę w tenisa i mówi jej, że kobiety nie są w stanie grać tak dobrze jak mężczyźni. Sabrina postanawia dać mu nauczkę. Zażywa miksturę, która znacząco podnosi w niej poziom rywalizacji. W międzyczasie Zelda i Hilda przygotowują kuzynkę Amandę do egzaminu z czarów. |
| 137  | I, Busybody                     | Sabrina często udziela swoim przyjaciołom różnych porad, niestety, nie zawsze się to dla nich dobrze kończy. Załamana czarownica udaje się do mechanika z Innego Wymiaru, który ma usunąć z jej ciała część odpowiedzialną za wścibstwo. Okazuje się, że bez tej części Sabrina funkcjonuje jeszcze gorzej. |
| 138  | Guilty!                         | Sabrina chce pomóc ciotce Zeldzie uzyskać tytuł profesora roku. Niestety, podczas rozpatrywania jej kandydatury komisja drobiazgowo sprawdza jej dorobek naukowy i odkrywa, że ostatnia Zelda Spellman, jaka studiowała na Harvardzie, ukończyła studia w 1873 roku. Zelda zostaje uznana za oszustkę i zwolniona. Sabrinę prześladuje straszne poczucie winy. |
| 139  | The Whole Ball of Wax           | Sabrina ma poczucie, że ktoś ją śledzi. Okazuje się, że to jej matka, która wbrew wyrokowi Rady Czarownic chciała się z nią spotkać. Niestety, za złamanie zakazu matka Sabriny zostaje zmieniona w kulę wosku. Sabrina, Hilda i Zelda robią wszystko, żeby przywrócić jej dawną postać. |
| 140  | Driving Mr. Goodman             | Sabrina próbuje pomóc przełamać lęk Milesa przed prowadzeniem samochodu. Podczas próbnej jazdy zderzają się z samochodem pewnej kobiety, która następnie pozywa Sabrinę. Okazuje się, że kobieta jest oszustką i żyje z wyłudzania odszkodowań. Sabrina i Salem starają się to udowodnić. |
| 141  | I Fall to Pieces                | Ciotka Hilda rozstaje się z kolejnym chłopakiem. Załamana udaje się z Sabriną i Zeldą na zakupy, podczas których spotyka Willa. Kiedy Will i Hilda ogłaszają, że się pobierają, Zelda i Sabrina uważają to za pochopną decyzję. Starają się udowodnić, że Will nie jest idealnym chłopakiem. Kiedy w wyniku ich podstępu Hilda i Will się rozstają, Hilda zamienia się w kamień i rozpada na kawałki. Zelda i Sabrina uświadamiają sobie, że Will był prawdziwą miłością Hildy i starają się wszystko naprawić. |

### Sezon 7
| odc. | Angielski tytuł                       | Opis odcinka |
| ---- | ------------------------------------- | --- |
| 142  | Total Sabrina Live!                   | Zelda i Hilda przenoszą się do innego wymiaru, a Sabrina, Roxie i Morgan zamieszkują w domu Spellmanów. Sabrina próbuje znaleźć pracę, ale nigdzie nie chcą jej zatrudnić. |
| 143  | The Big Head                          | Sabrina napisała krytyczny artykuł o znanym piosenkarzu. Gwiazdor domaga się od niej publicznych przeprosin. W międzyczasie Roxie i Morgan próbują tresować Salema przy pomocy obroży elektrycznej. |
| 144  | Call Me Crazy                         | Sabrina przypadkiem wspomina przy kolegach z pracy, że była kiedyś na pierścieniach Saturna. To oraz seria podobnych wpadek sprawiają, że wszyscy w biurze uważają ją za wariatkę. Żeby zatrzeć złe wrażenie, Sabrina zaprasza jednego ze współpracowników do swojego domu. W efekcie jednak rozchodzą się plotki, że Sabrina zamordowała swoje ciotki.                                                                            |
| 145  | Shift Happens                         | Sabrina ma przeprowadzić wywiad z bardzo agresywną piosenkarką. Bojąc się o swoje zdrowie, rzuca na nią zaklęcie, aby ta stała się tak miła jak ona. Zaklęcie ma jednak skutki uboczne dla samej Sabriny – ilekroć ktoś wyprowadza Sabrinę z równowagi, staje się ona agresywna. |
| 146  | Free Sabrina                          | Sabrina, Roxie i Morgan są świadkami, jak znana aktorka kradnie ubranie ze sklepu. Sabrina chce napisać o tym artykuł, ale w trakcie zbierania materiałów zaprzyjaźnia się ze złodziejką. Kiedy przyznaje się jej do wszystkiego, ta podrzuca jej skradziony ciuch i wrabia ją w kradzież. |
| 147  | Sabrina Unplugged                     | Leonard, kolega Sabriny z pracy, montuje kamery w całym biurze. Jedna z kamer nagrywa, jak Sabrina czaruje. Nie chcąc, żeby jej sekret wyszedł na jaw, Sabrina wchodzi do komputera Leonarda, aby usunąć filmik, ale przypadkowo zostaje tam uwięziona. Kiedy rano Leonard przychodzi do pracy i widzi Sabrinę jako tło na swoim pulpicie, dla zabawy zmienia jej wygląd. Sabrina próbuje znaleźć sposób na powrót do normalności. |
| 148  | Witch Way Out                         | Sabrina umawia się na randkę z przystojnym właścicielem galerii sztuki i pomimo ostrzeżeń przyjaciółek idzie z nim do jego domu. Tam okazuje się, że mężczyzna kolekcjonuje istoty magiczne i brakuje mu tylko czarownicy. Dziewczyna zostaje uwięziona. Roxie, Morgan i Harvey ruszają jej na ratunek. |
| 149  | Bada-Ping!                            | Sabrina jest przekonana, że pewien utalentowany piosenkarz jest zmuszany do tego, aby śpiewać tylko w jednym klubie. Jego szef grozi jej poważnymi konsekwencjami, jeżeli opublikuje o tym artykuł. Mimo to, Sabrina decyduje się nagłośnić sprawę. Po publikacji, zaczyna obawiać się o własne życie. Kuzynka Amanda postanawia dotrzymywać jej towarzystwa.                                                                      |
| 150  | It’s a Hot, Hot, Hot, Hot Christmas   | Leonard zaprasza Sabrinę, Roxie i Morgan na święta do swojego apartamentu na Florydzie. Na miejscu Roxie spotyka swoją matkę, Candy, która niedawno wyszła z więzienia. Niebawem apartament Leonarda zostaje okradziony, a podejrzenia padają na Candy. |
| 151  | Ping, Ping a Song                     | Sabrina, Roxie i Morgan postanawiają zaśpiewać na telewizyjnym pokazie talentów. Jako że jej współlokatorki się stresują, Sabrina daje im magiczne tabletki. Okazuje się, że po ich zażyciu światło fleszy powoduje skutki uboczne – dziewczyny stają się aroganckie, a ich przyjaźń zaczyna się rozpadać. Harvey stara się pomóc Sabrinie odwrócić efekt zaklęcia.                                                                |
| 152  | The Lyin’, the Witch and the Wardrobe | Roxie chce zaśpiewać piosenkę podczas audycji na żywo i pyta Sabrinę, czy jej się podoba. Aby nie urazić przyjaciółki, Sabrina mówi, że tak. Morgan przygotowała okropną kreację dla znanego piosenkarza, ale ją też Sabrina okłamuje, mówiąc, że jej się podobała. Przez ciągłe kłamstwa Sabrinie wyrasta z tyłu głowy druga twarz.                                                                                               |
| 153  | In Sabrina We Trust                   | Sabrina od dawna nie używała czarów, więc w jej domu ma być przeprowadzona magiczna kontrola. Młoda czarownica obawia się, że jej współlokatorki poznają jej sekret, więc daje Roxie eliksir, po wypiciu którego dziewczyna ma do niej bezgraniczne zaufanie. Salem z kolei daje do wypicia eliksir Morgan. Ślepe zaufanie obu dziewczyn szybko zaczyna wymykać się spod kontroli.                                                 |
| 154  | Sabrina in Wonderland                 | Sabrina traci głowę dla przystojnego Aarona. Jednak ilekroć mężczyzna próbuje się z nią umówić, Sabrina ucieka. Chcąc dowiedzieć się, co się kryje w jego sercu, tworzy magiczny zegarek. Niestety, nowy towarzysz Salema, królik, porywa zegarek i ucieka z nim do Krainy Czarów. |
| 155  | Present Perfect                       | Sabrina ciągle zalicza wpadki podczas randek z Aaronem. Dodatkowo martwi się, bo w pracy zbliżają się oceny okresowe pracowników. Salem mówi jej, że jeśli czarownica usunie sobie wyrostek, przestanie popełniać błędy. Niestety, po zabiegu Sabrina zmienia się w nieznośną perfekcjonistkę. |
| 156  | Cirque du Sabrina                     | Sabrina nie potrafi dzielić czasu między Roxie, Morgan, Aarona i Harveya. W jej pokoju pojawia się czarodziejski cyrk, który nie zniknie, dopóki dziewczyna nie odzyska równowagi w życiu. Okazuje się, że przyczyną zamieszania w życiu młodej czarownicy nie są ani jej przyjaciółki, ani zazdrosny chłopak, tylko Harvey, który – jak się okazuje – wciąż jest w niej zakochany.                                                |
| 157  | Getting to Nose You                   | Sabrina chce powiedzieć Aaronowi, że go kocha, ale nie potrafi znaleźć odpowiednich słów. Używa zaklęcia z Magicznej Księgi i wzywa swojego osobistego Cyrano de Bergeraca na pomoc. W międzyczasie miłość Sabrinie próbuje wyznać Harvey. |
| 158  | Romance Looming                       | Sabrina ratuje życie Morgan. Wściekłe mojry chcą ją za to ukarać, zabijając Aarona. Młoda czarownica dowiaduje się, że może oszukać przeznaczenie, jeżeli trzy razy pokrzyżuje mojrom szyki. Aaron oświadcza się Sabrinie. |
| 159  | Spellmanian Slip                      | Aaron ma wpaść wraz z rodzicami na kolację, w związku z czym Sabrina jest zdenerwowana. Wkrótce w domu Spellmanów zjawiają się też Roxie i Morgan, które Sabrina wezwała na pomoc, a także zwabiony przez Salema Harvey. Kiedy wszyscy zaczynają się kłócić, Sabrina daje im Sól Harmonii. Przez przypadek, zamiast powiedzieć, że kocha Aarona, mówi przy wszystkich, że kocha Harveya.                                           |
| 160  | You Slay Me                           | Sabrina denerwuje się przygotowaniami do ślubu. Chcąc, żeby wszystko było jak w bajce, prosi o pomoc Kopciuszka. Kiedy jednak skupia całą swoją uwagę na swoich zachciankach i przestaje się liczyć z Aaronem, zaczyna zmieniać się w smoka. |
| 161  | A Fish Tale                           | Ciotka Irma dowiaduje się o ślubie Sabriny i koniecznie chce poznać jej narzeczonego. Jako że jedynym śmiertelnikiem, jakiego akceptuje, jest Harvey, Sabrina próbuje wmówić ciotce, że Aaron jest czarodziejem. Mistyfikacja jednak się nie udaje, a Aaron kończy zamieniony w złotą rybkę. |
| 162  | What a Witch Wants                    | Sabrina, Roxie i Morgan udają się w rejs na Bermudy. Okazuje się, że w okolicach Trójkąta Bermudzkiego magia czarownic nie działa, za to spełniają się ich życzenia. Sabrina nieopatrznie mówi, że chciałaby wiedzieć, czy już zawsze będą się przyjaźnić i od tego momentu ich przyjaźń zostaje wystawiona na próbę. Tymczasem Salem zostaje w domu z Aaronem. Wspólne mieszkanie szybko przeistacza się w wojnę.                 |
| 163  | Soul Mates                            | Na ślub Sabriny przybywają jej matka, ojciec, ciotka Hilda i ciotka Zelda (ta ostatnia, w zastępstwie za matkę, zamieniona w świecę). Sabrinę ogarniają jednak coraz większe wątpliwości. Sytuację pogarsza fakt, że kamienie duszy Aarona i Sabriny nie pasują do siebie tak idealnie, jak powinny. Amanda decyduje się sprowadzić do kościoła Harveya.                                                                           |